# Pleasure and Pain (album av The Wallstones)
Pleasure and Pain är The Wallstones debutalbum som släpptes 24 april 2005.

## Låtlista
| Nr           | Titel                      | Längd |
| ------------ | -------------------------- | ----- |
| 1.           | Good Old Stonecake         | 3:57  |
| 2.           | She's Been Workin' Out     | 3:44  |
| 3.           | C'mon Julie                | 3:29  |
| 4.           | Invisible People           | 3:00  |
| 5.           | Hang On                    | 3:20  |
| 6.           | Shake Your Booty           | 3:15  |
| 7.           | She Walks On               | 3:41  |
| 8.           | Insomnia                   | 3:48  |
| 9.           | Odd Little Things          | 3:41  |
| 10.          | Love Turns Water into Wine | 3:04  |
| 11.          | Turn and Walk Away         | 2:48  |
| 12.          | Let Me Love You            | 4:05  |
| Total längd: | Total längd:               | 41:52 |